# Jamesonia flexuosa
Jamesonia flexuosa là một loài dương xỉ trong họ Pteridaceae. Loài này được Kunth Christenh. mô tả khoa học đầu tiên năm 2011.